# Dětmar
Dětmar, OSB (německy Thietmar nebo také Dietmar, ? Sasko – 2. ledna 982, Praha, České knížectví) byl duchovní a v letech 976–982 první pražský biskup. Šířil a upevňoval křesťanství, nechal stavět nové kostely a založil první klášter. Mluví se o něm jako o muži pobožném a moudrém.

## Život
Dětmar pocházel ze Saska, přesné místo a datum narození nejsou známé. Stal se mnichem v benediktinském klášteře v Magdeburgu. Později zastával funkci kaplana na českém knížecím dvoře, kde se naučil českému jazyku a spřátelil se s knížetem Boleslavem II. (932–999). Roku 973 bylo v Praze zřízeno biskupství a o tři roky později se stal Dětmar prvním pražským biskupem. Ve funkci jej potvrdil císař Ota II. (955–983), biskupské svěcení přijal od arcibiskupa mohučského Willigise (kolem 940–1011).
Biskup Dětmar byl vzdělaný, charakterizován je jako mírný a moudrý. Během své biskupské služby se zasloužil o šíření křesťanské víry na venkov, zakládal a světil kostely a také zavedl vybírání biskupských desátků (v této době tvořil desátek čtyřicetinu úrody). Na smrtelném loži prý Dětmara sužovaly výčitky, že nežil vždy příkladným životem a že propásl mnoho příležitostí ke konání dobra.